# Las Casas de Alcanar
Las Casas de Alcanar, en catalán Les Cases d'Alcanar, es un barrio del municipio de Alcanar, situado en la comarca del Montsiá, provincia de Tarragona, Cataluña, España.

## Situación
El barrio está situado 4 km al sureste del núcleo urbano de Alcanar, en dirección suroeste respecto a la localidad de San Carlos de la Rápita.

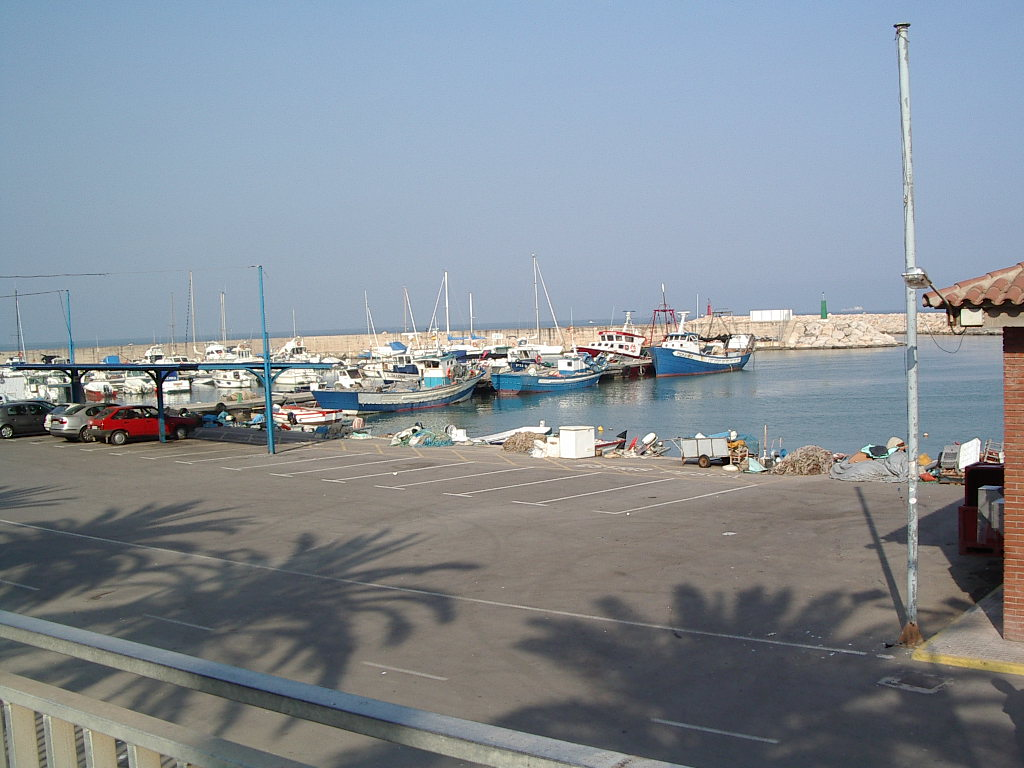
Puerto pesquero y deportivo de Las Casas de Alcanar.

## Población
Cuenta con 1269 habitantes (INE 2016).

## Historia
El núcleo se formó en 1740 como refleja su acta de fundación, por orden de Felipe V. En la segunda mitad del siglo XIX se produjo una época de gran progreso económico de la localidad, culminada con la construcción de la iglesia principal.

## Economía

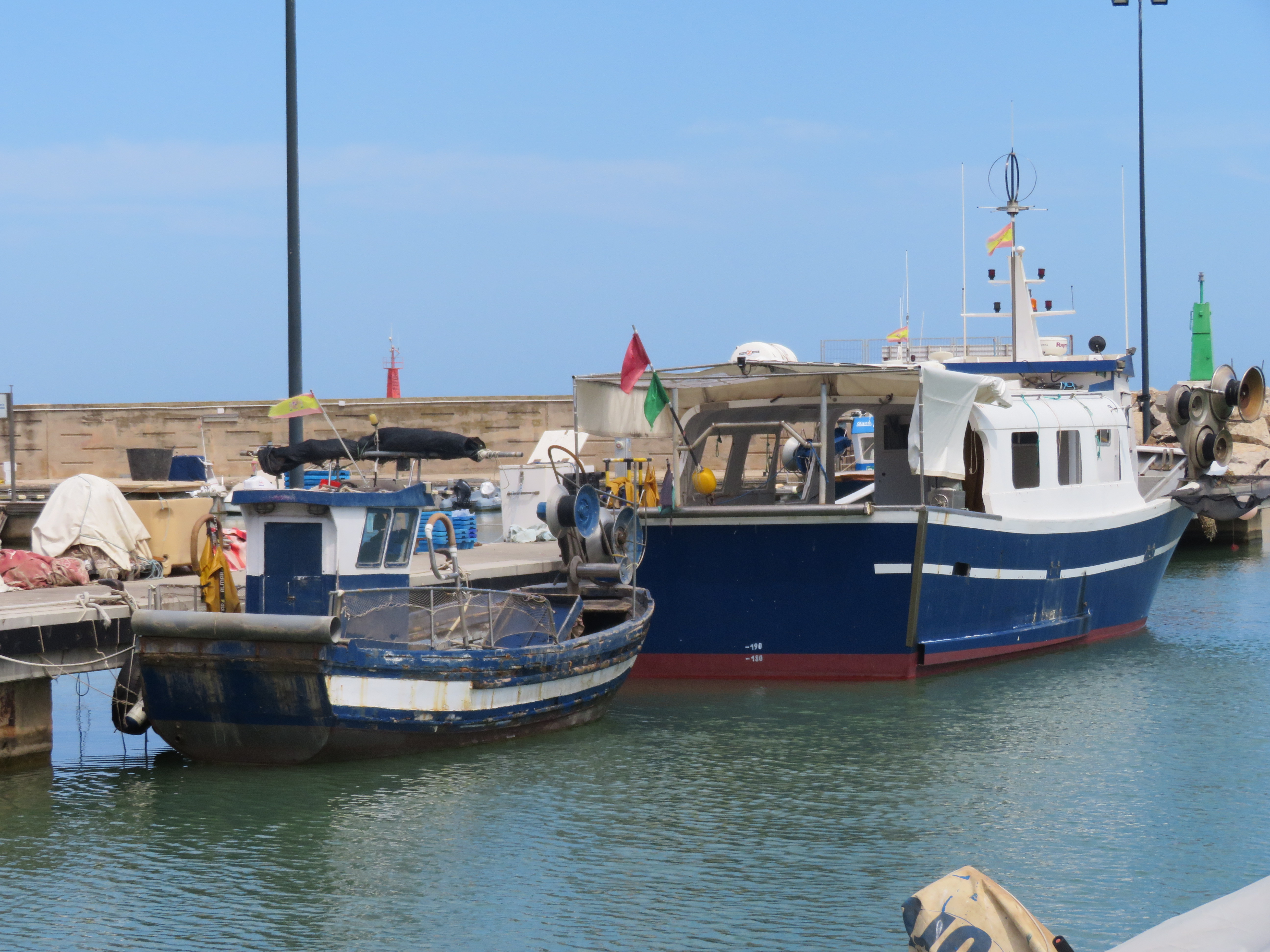
Les Cases d'Alcanar. El puerto pesquero de Alcanar.

La economía de se basa en recursos pesqueros, agrícolas y también en el turismo gastronómico y de playa.

## Lugares de interés

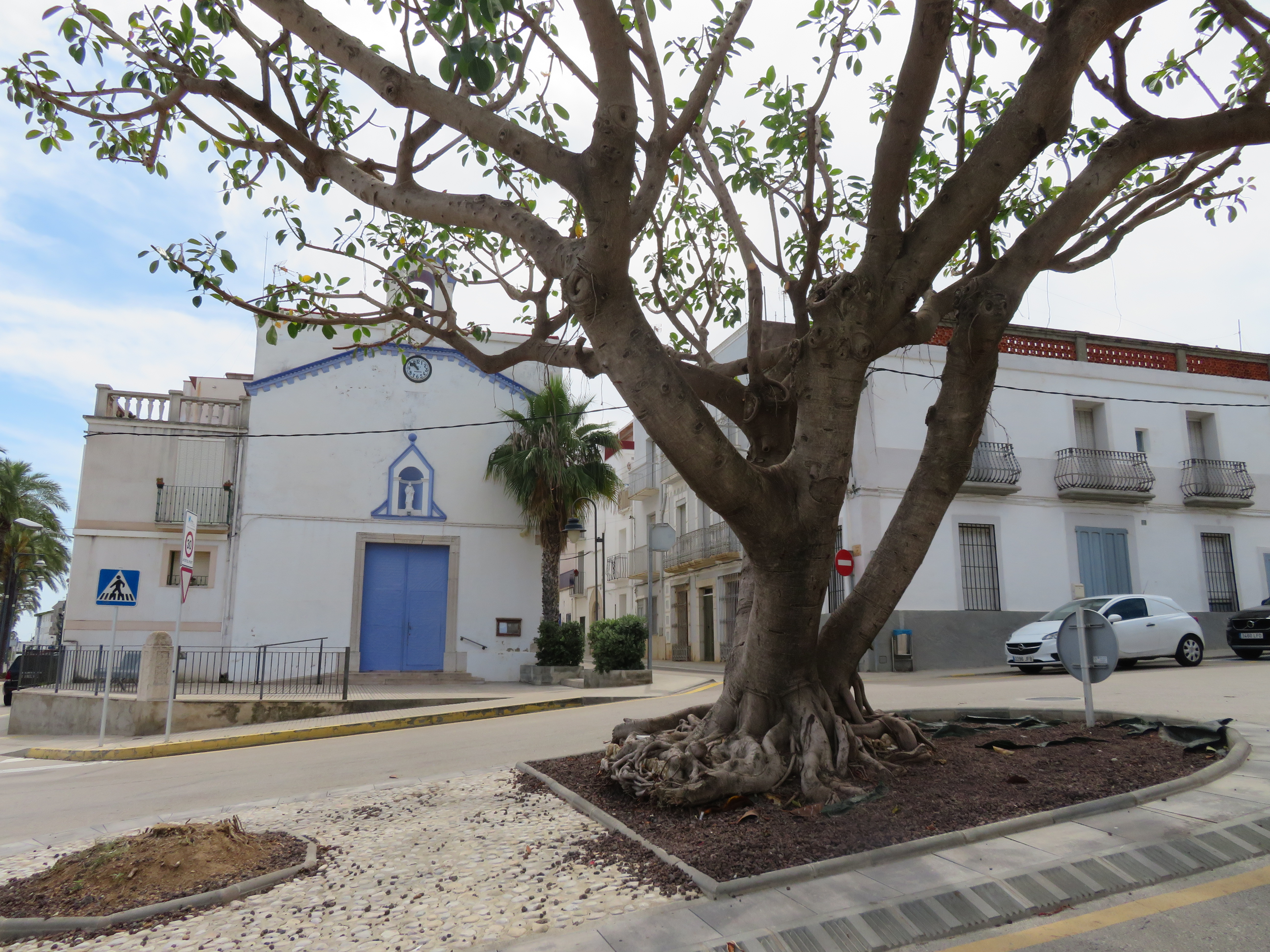
Iglesia de San Pedro de Las Casas de Alcanar. Església de Sant Pere de les Cases d'Alcanar.

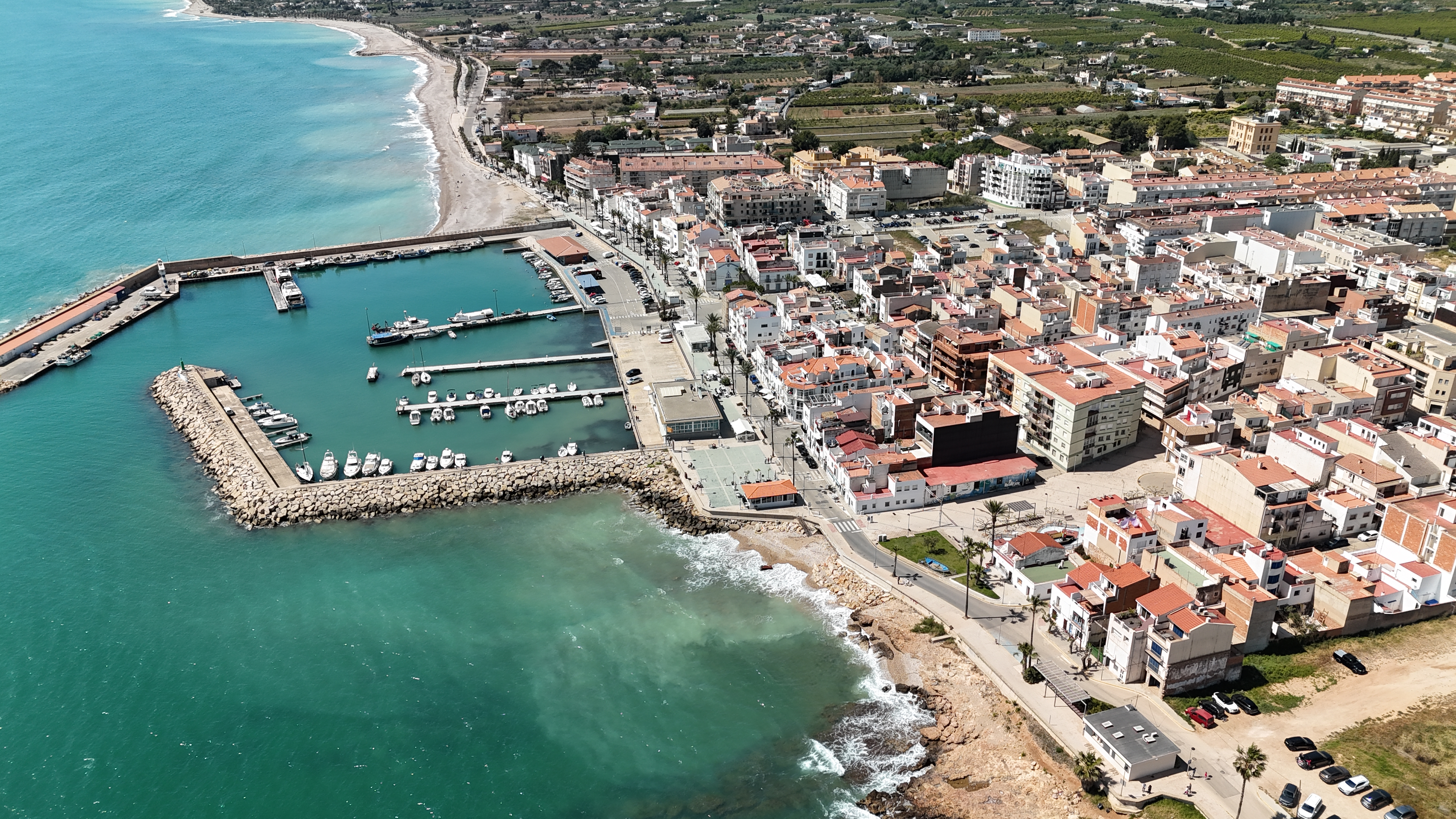
Puerto

- Iglesia de San Pedro de Las Casas de Alcanar. Església de Sant Pere de les Cases d'Alcanar.12 km de playas que ostentan algunas de ellas el Diploma de Calidad de la Generalidad de Cataluña y la Bandera Azul Europea.
- Iglesia parroquial construida en 1862 en honor al patrón de los pescadores San Pedro Pescador.

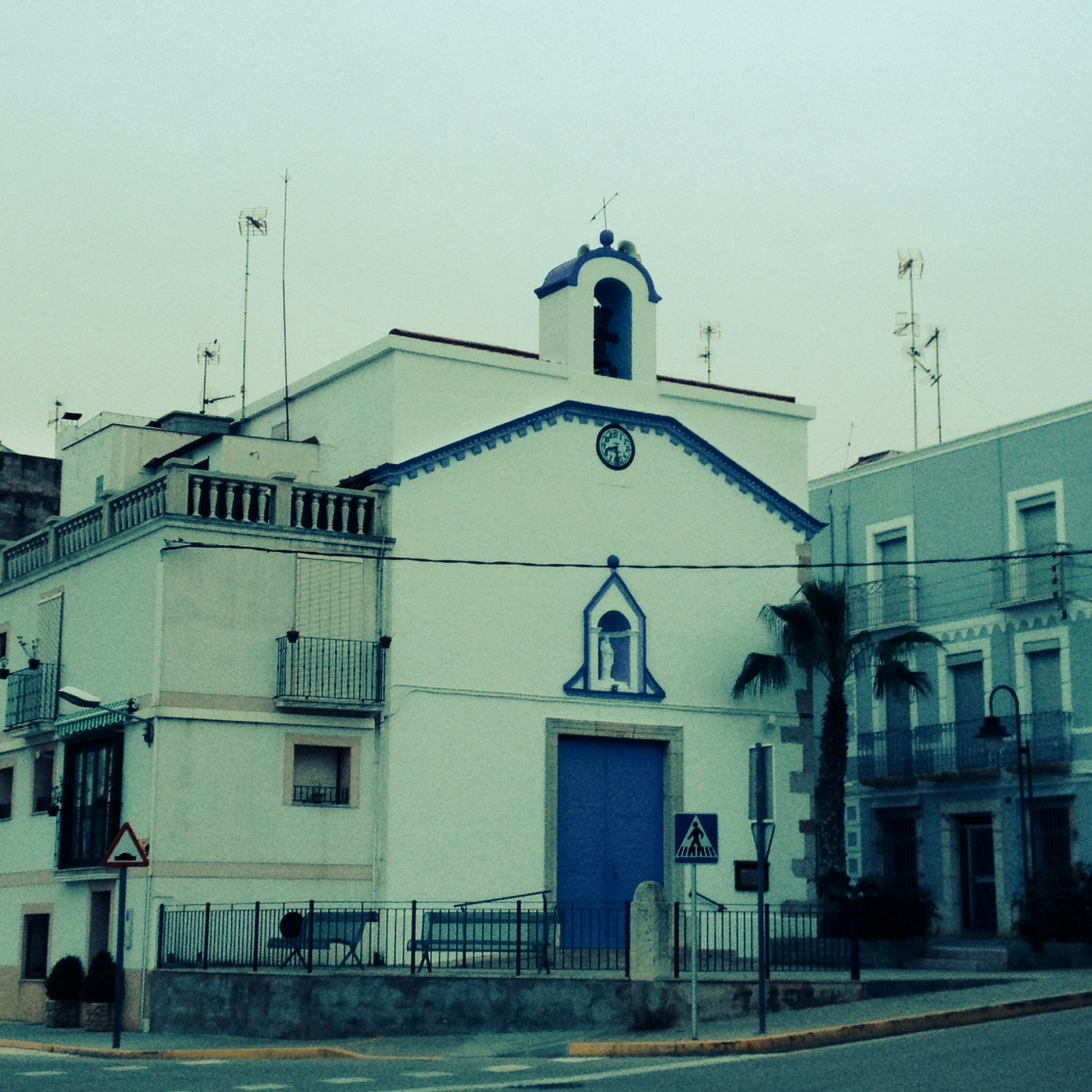
Iglesia de Sant Pere
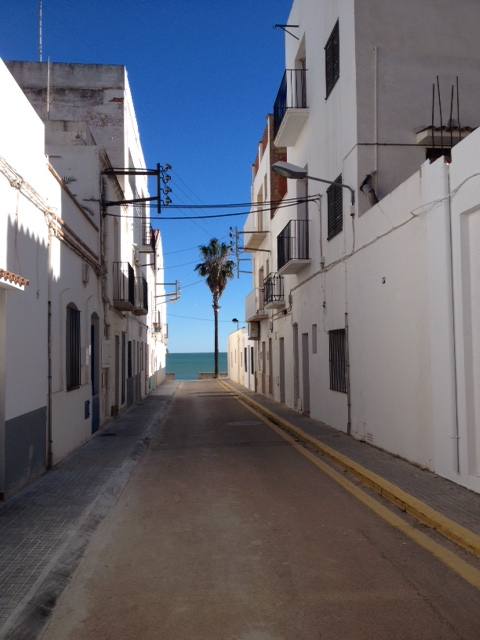
Vista de la calle Churruca, conocida popularmente como 'lo Barranc'
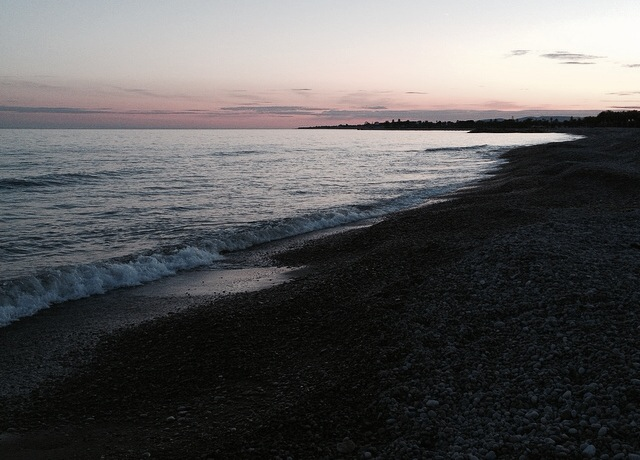
Playa «del Marjal»
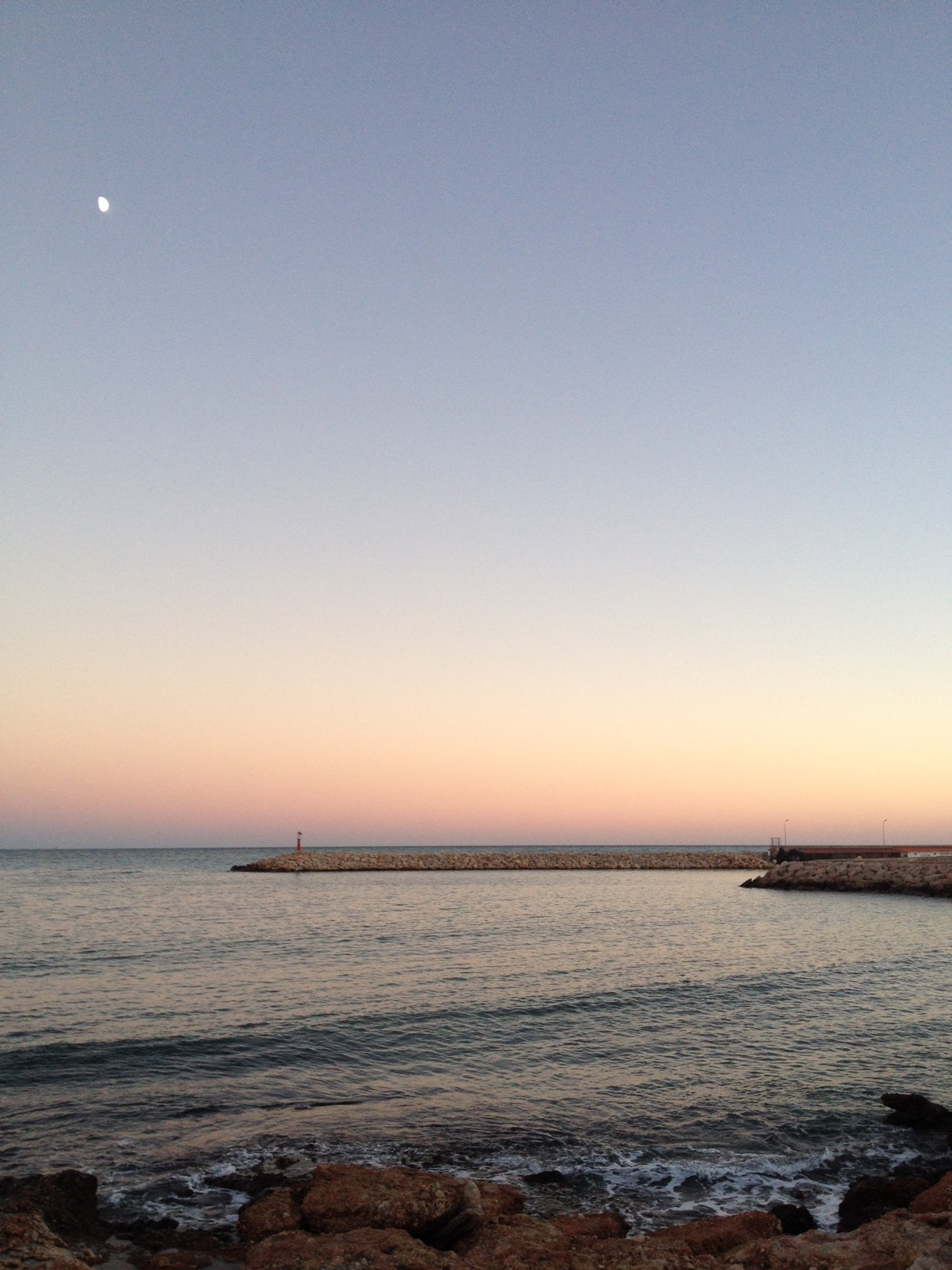
Muelle de Las Casas de Alcanar
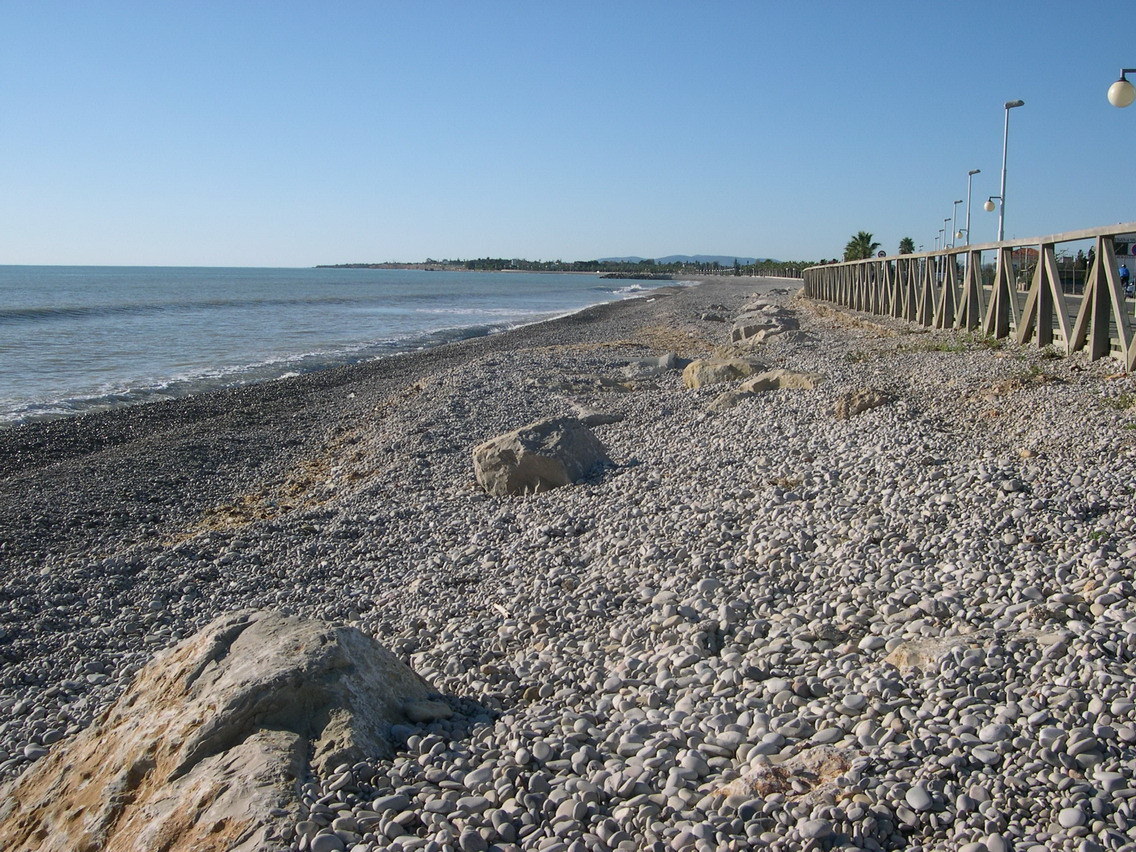
Playa «del Marjal»

## Fiestas y tradiciones
- Día de San Juan.
- Fiesta Mayor de Nuestra Señora del Carmen, (julio)
- Nuestra Señora de Agosto, (15 de agosto)
- Día del Mejillón de Las Casas de Alcanar.